# Oggetti non stellari nella costellazione dell'Auriga
Principali oggetti non stellari presenti nella costellazione dell'Auriga.

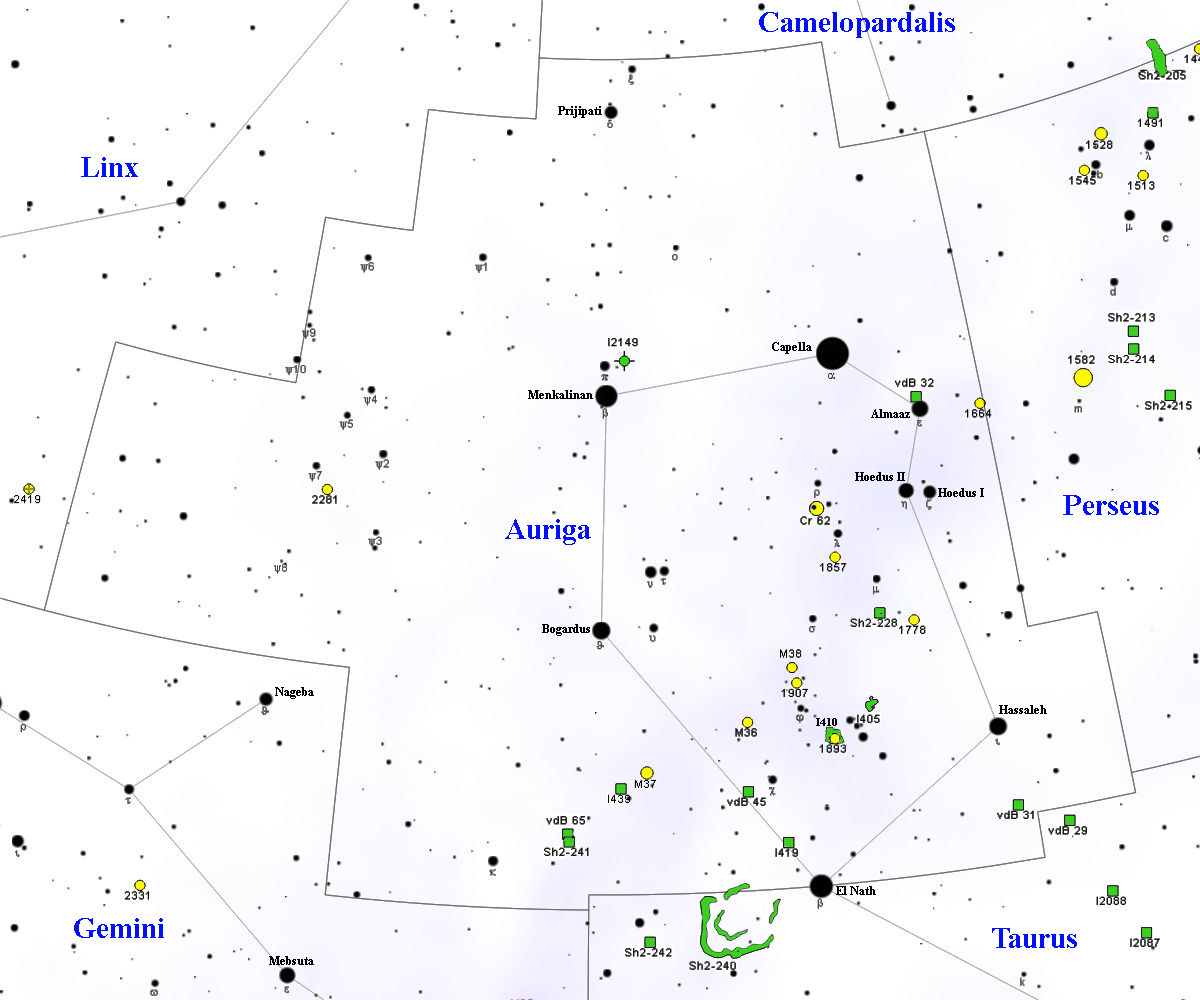
Mappa della costellazione dell'Auriga.

## Ammassi aperti
- M36
- M37
- M38
- NGC 1664
- NGC 1778
- NGC 1857
- NGC 1893
- NGC 1907
- NGC 2281

## Nebulose planetarie
- IC 2149

## Nebulose diffuse
- IC 405
- IC 410
- IC 417
- NGC 1931
- NGC 1985
- Regioni di formazione stellare dell'Auriga
- Sh2-217
- Sh2-218
- Sh2-219
- Sh2-221
- Sh2-223
- Sh2-224
- Sh2-225
- Sh2-226
- Sh2-227
- Sh2-228
- Sh2-230
- Sh2-235
- Sh2-241
- vdB 31
- vdB 32
- vdB 45
- vdB 65

## Galassie
- NGC 2208
- NGC 2303
- NGC 2387

## Ammassi di galassie
- Abell 553
- MACS J0717.5+3745